# Alessandro Bertozzi
Alessandro Bertozzi (Busseto, 1965) è un sassofonista italiano.

## Biografia

### Formazione
Fin da giovanissimo, Bertozzi ha mostrato un grande talento per la musica. Ha iniziato a studiare clarinetto e sassofono, e presto ha iniziato a esibirsi dal vivo, dai concerti bandistici alle serate danzanti. Nel 1984, si è iscritto alla Scuola Internazionale di Liuteria "Antonio Stradivari" di Cremona, dove si è diplomato maestro liutaio. Nel suo laboratorio di Roncole Verdi, ha realizzato diversi strumenti classici e moderni per musicisti italiani e stranieri.
Contemporaneamente agli studi musicali, Bertozzi ha iniziato l'attività di turnista. Ha lavorato in vari studi di registrazione per tanti artisti, registrando il suo sax in circa 300 Cd (Enrico Ruggeri, Gianni Bella, Marcella Bella, Marina Fiordaliso, Marco Masini, Drupi, Andrea Mingardi, Franco Bagutti e tanti altri artisti). Nel frattempo si è dedicato alla composizione e agli arrangiamenti di brani di vario genere musicale.

### Carriera
Ha pubblicato numerosi album da solista, il suo primo disco, Big city dreamer, è stato pubblicato nel 1998. Il disco è stato registrato in Italia con la collaborazione di Alberto Tafuri, Lorenzo Poli, Enzo Zirilli, Franco Cristaldi e Alberto Venturini.
Nel 2003 ha pubblicato il suo secondo album, Talkin'back. Il disco è stato registrato a New York e ha visto la partecipazione di ospiti americani come Bob James e Hiram Bullock, e ha portato Bertozzi a suonare al Blue Note di New York.
Nel 2009 ha pubblicato il suo terzo album, Crystals. Il disco, prodotto da Lorenzo Poli, ha visto la partecipazione di alcuni strumentisti della musica internazionale tra i quali John Patitucci, Andrea Braido, Randy Brecker e Hiram Bullock.

Trait d'Union : Alessandro Bertozzi LEVEL49 2020

Nel 2014 ha pubblicato il suo quarto album, Into the strings. Il disco è un progetto dove si uniscono la sonorità di un'orchestra d'archi diretta da Stefano Zavattoni e un trio jazz-funky, con la collaborazione del quartetto Archimia. 
Nel 2017 ha pubblicato il suo quinto album, Funky Party. Il disco è un Ep di 4 brani con la partecipazione di Dr. West dove si fondono insieme funky e rap. I musicisti sono Lorenzo Poli, Alfredo Golino, Andrea Carpena, Alberto Gurrisi, Alberto Venturini, Davide Ghidoni, Beppe Carnevale
Nel 2020 ha pubblicato il suo sesto album, Trait d'union. Il disco ha una sonorità particolarmente originale dove si uniscono suoni tradizionali africani e ritmiche di jazz contemporaneo. I testi in lingua Wolof parlano di pace e di unione fra la gente.
Nel 2022 realizza Hammond Sound. È la ripresa live di alcuni brani originali contenuti in precedenti Cd suonati con una formazione diversa rispetto agli originali e cioè con il classico hammond-trio. Via hanno suonato Alberto Gurrisi e Maxx Furian.
Nel 2024 Bertozzi ha ideato e realizzato il progetto The Verdi Sessions Vol.1, una reinterpretazione in chiave jazz dei brani più noti di Giuseppe Verdi. Il progetto nasce dalla collaborazione con il mezzosoprano Anna Maria Chiuri e un ensemble di musicisti jazz: Francesco Chebat al pianoforte, Riccardo Fioravanti al contrabbasso ed Ettore Fioravanti alla batteria.
L’obiettivo dichiarato è quello di far dialogare due mondi musicali apparentemente lontani — la lirica ottocentesca e il jazz afroamericano — in un’ottica di rispetto e contaminazione reciproca. Il primo volume è stato pubblicato nel §Gennaio 2025 e ha debuttato dal vivo nell’ambito del Val Tidone Festival 2025. Il progetto ha ricevuto interesse da parte della critica per l’originalità dell’approccio e la qualità dell’esecuzione.

## Discografia parziale
- 1998 - Big city dreamer
- 2003 - Talkin'back
- 2009 - Crystals
- 2014 - Contralto
- 2014 - Into the strings
- 2017 - Funky Party
- 2020 - Trait d'union
- 2020 - Samaway/Melodies beweging Live at ElfoStudio
- 2022 - Electric Jam Session
- 2022 - Hammond Sound
- 2025 - The Verdi Sessions Vol.1